# Koppo
Koppo, Kop oder Koppe, war  ein italienisches Getreide- und Flüssigkeitsmaß in Mailand. 
- 1 Koppo = 5 1/25 Pariser Kubikzoll = 1/20 Liter
- 10 Koppo = 1 Pinte
- 100 Koppo = 1 Mine
- 1000 Koppo = 1 Some